# Hindley Falls
Die Hindley Falls sind ein Wasserfall im Westland District in der Region West Coast auf der Südinsel Neuseelands. Am Westrand der Selborne Range der Neuseeländischen Alpen liegt er im Lauf des Casey Creek, der in westlicher Fließrichtung in den Waiatoto River mündet. Seine Fallhöhe beträgt 136 Meter.